# Путепровод Москворечье
Путепрово́д Москворе́чье — автомобильно-пешеходный путепровод в Москве на Каширском шоссе. Проходит над железнодорожными путями Курского направления Московской железной дороги. Пролётные строения выполнены из сталежелезобетонных конструкций.
Название получил по находящейся поблизости железнодорожной платформе Москворечье.

## История
Путепровод был сооружён в 1974 году (инженер Э. Г. Елисаветский и архитектор К. П. Савельев).